# André-Jean Boucher d'Argis
Pour les articles homonymes, voir Boucher.
André-Jean Baptiste Boucher d'Argis, né à Paris le 5 novembre 1750, mort exécuté à Paris le 23 juillet 1794, est un magistrat et écrivain français.

## Biographie
Fils d'Antoine-Gaspard Boucher d'Argis, avocat au Parlement de Paris, il devient conseiller au Châtelet pendant la réforme du chancelier Maupeou. C'est à son initiative qu'est créée en 1787 l’Association de bienfaisance judiciaire organisation toute nouvelle visant à rendre la justice accessible aux plaideurs indigents.
Juge au Châtelet sous la Révolution, il entre en conflit avec Marat qui dénonce ses pratiques antipatriotiques dans L'Ami du Peuple. Ces dénonciations sont particulièrement virulentes dans son texte On nous endort, prenons-y garde publié le 9 août 1790, critiquant la manière dont Necker aurait acheté le tribunal du Châtelet afin de mener un procès aux défenseurs du peuple après les événements des 5 et 6 octobre 1789.
Il est arrêté, condamné par le Tribunal révolutionnaire et exécuté le 23 juillet 1794.

## Œuvres
À l'instar de son père Antoine-Gaspard, auteur de plusieurs articles importants de l’Encyclopédie de Diderot et d'Alembert (notamment de l'article CODE), André-Jean Baptiste Boucher d'Argis rédigera de nombreux articles pour la partie Jurisprudence de l'Encyclopédie méthodique de Panckoucke. Il a aussi laissé un Recueil d'ordonnances en 18 volumes in-32.
Son nom est avant tout associé à ses Observations sur les loix criminelles de France (1781) publiées peu après que Louis XVI eut aboli la question préparatoire (Ordonnance royale du 24 août 1780). Ce libelle vulgarise à l'attention du  public les raisons pour lesquelles il s'impose de réformer d'urgence le droit criminel et la procédure pénale, ainsi que le proposaient depuis une quinzaine d'années les disciples français de Cesare Beccaria (Dei delitti e delle pene, 1764) au premier rang desquels on trouve les hauts magistrats Michel Antoine Servan (Discours sur la justice criminelle, 1767), François-Michel Vermeil (Essai sur le réformes à faire dans notre législation criminelle, 1781) et  le physiocrate Guillaume-François Le Trosne (Vues sur la justice criminelle, 1777).
Boucher d'Argis est également l'auteur des Lettres d'un Magistrat de Paris, à un magistrat de province, sur le Droit romain & la manière dont on l'enseigne en France (1782), texte dans lequel il vilipende l'instruction juridique donnée dans les facultés de droit françaises.

## Source
Cet article comprend des extraits du Dictionnaire Bouillet. Il est possible de supprimer cette indication, si le texte reflète le savoir actuel sur ce thème, si les sources sont citées, s'il satisfait aux exigences linguistiques actuelles et s'il ne contient pas de propos qui vont à l'encontre des règles de neutralité de Wikipédia.